# Batalha de Levúnio
A Batalha de Levúnio (em grego: Μάχη του Λεβουνίου; romaniz.: Máchi tou Levouníou; em latim: Bellum Levunium) foi a primeira vitória decisiva bizantina no período conhecido como "Restauração Comnena". Em 29 de abril de 1091, uma força invasora de pechenegues foi destroçada pelas forças combinadas do Império Bizantino, comandado por Aleixo I Comneno, e seus aliados cumanos.

## Contexto
Em 26 de agosto de 1071, um exército bizantino comandado por Romano IV Diógenes foi derrotado pelos turcos seljúcidas na Batalha de Manzicerta na parte oriental da Ásia Menor. A derrota provocou a queda do imperador, que foi substituído pelo incompetente Miguel VII Ducas, que se recusou a honrar os termos do tratado assinado por Romano. Em retaliação, os turcos invadiram a Anatólia em 1073 sem encontrar resistência. O caos se instalou quando os parcos recursos do Império foram desperdiçados em uma série de desastrosas guerras civis. Milhares de turcos atravessaram a fronteira, desprotegida, e se assentaram na região. Já em 1080, mais de 30 000 km2 do território tinha se perdido. É quase impossível exagerar a importância destes eventos, pois em menos de uma década, mais de metade da mão-de-obra do Império se perdeu, juntamente com grande parte de seu suprimento de alimentos. Assim, é justo dizer que a Batalha de Manzicerta foi, até a aquele momento, o maior golpe recebido pelo Império Bizantino em seus 700 anos de história.
É neste cenário de derrota e desastre que Aleixo Comneno, um bem-sucedido jovem general que lutava contra os turcos desde os quatorze anos de idade, ascendeu ao trono em 4 de abril de 1081, um Domingo de Páscoa. De acordo com John Julius Norwich, a importância da ascensão de Aleixo ao poder foi que "...pela primeira vez em mais de meio século, o Império estava em mãos competentes". Aleixo estava determinado a reverter a sorte do Império Bizantino, custasse o que custasse. Por volta de 1090 ou 1091, o emir Tzacas sugeriu uma aliança com os pechenegues para completar a destruição do Império Bizantino.

## Invasão pechenegue
Na primavera de 1087, a corte bizantina soube de uma gigantesca invasão vinda do norte. Os invasores eram os pechenegues, habitantes da região noroeste da costa do Mar Negro; falava-se em 80 000 soldados no total. Tirando vantagem da situação precária dos bizantinos, a horda pechenegue marchou em direção da capital bizantina, Constantinopla, saqueando a região norte dos Balcãs conforme avançava. A invasão era uma séria ameaça ao governo de Aleixo, mas, por conta de anos de guerra civil e negligência, as forças militares bizantinas não foram capazes de prover o imperador com tropas suficientes para deter os invasores. Aleixo foi então forçado a contar com sua própria engenhosidade e habilidade diplomática para salvar o Império da aniquilação. Ele apelou para outra tribo nômade, os cumanos, para que eles se aliassem aos bizantinos contra os pechenegues.

## Batalha
Convencidos pelo ouro de Aleixo, os cumanos rapidamente se juntaram ao exército imperial. No final da primavera de 1091, as forças cumanas entraram em território bizantino e o exército se preparou para avançar contra os pechenegues. Numa segunda-feira, 28 de abril de 1091, Aleixo e seus aliados alcançaram o acampamento dos invasores em Levúnio, perto do rio Maritsa.
É possível que os pechenegues tenham sido pegos de surpresa, mas, seja como for, a batalha que ocorreu na manhã seguinte foi praticamente um massacre. Os pechenegues haviam trazido suas mulheres e crianças com o exército e estavam completamente despreparadas para a ferocidade do ataque que se seguiu. Os cumanos e os bizantinos invadiram o acampamento inimigo e mataram tudo em seu caminho. Os pechenegues rapidamente se desorganizaram e os aliados, vitoriosos, os massacraram com tal selvageria que eles foram quase completamente eliminados. Os sobreviventes foram capturados pelos bizantinos e escravizados.

## Importância
Levúnio foi a vitória mais decisiva conquistada pelo exército bizantino em mais de cinquenta anos e marcou um ponto de inflexão na história bizantina; o império havia alcançado o nadir nos vinte anos anteriores e Levúnio sinalizou para o mundo que naquele momento, finalmente, o Império estava se recuperando. Os pechenegues foram completamente destruídos e os territórios europeus do Império estavam novamente seguros. Aleixo provou-se como o salvador de Bizâncio em sua hora mais desesperada e um novo espírito de esperança preencheu os cansados bizantinos.
Nos anos seguintes, o Império prosseguiria em sua espetacular recuperação liderado por Aleixo e seus descendentes, os comnenos. As forças bizantinas retornaram para a Ásia Menor, reconquistando a maior parte do território perdido, incluindo as férteis regiões costeiras e muitas das mais importantes cidades. Com a restauração de um governo central poderoso, o Império enriqueceu no decurso do século seguinte e Constantinopla, uma vez mais, se tornou a grande metrópole do mundo cristão. Assim, a Batalha de Levúnio de 1091, marcou o começo de renovados poder e influência bizantinos que durariam por pelo menos um século, até a queda dos comnenos no final do século XII.